# Salaberry-de-Valleyfield
Salaberry-de-Valleyfield é uma cidade localizada na província de Quebec no Canadá.